# Глушко, Валентин Петрович
Валенти́н Петро́вич Глушко́ (20 августа (2 сентября) 1908, Одесса — 10 января 1989, Москва) — советский инженер и учёный в области ракетно-космической техники. Один из пионеров ракетно-космической техники, основоположник советского жидкостного ракетного двигателестроения.
Главный конструктор космических систем (с 1974), генеральный конструктор многоразового ракетно-космического комплекса «Энергия — Буран», академик АН СССР (1958; член-корреспондент с 1953), лауреат Ленинской премии, дважды лауреат Государственной премии СССР, дважды Герой Социалистического Труда (1956, 1961). Член ЦК КПСС (1976—1989).
В 1929—1934 годах возглавлял ГДЛ — ОКБ, где под его руководством были созданы опытные образцы первого в мире электротермического ракетного двигателя, а начиная с 1930 года — большое число жидкостных ракетных двигателей (ЖРД). Мощные ЖРД конструкции В. П. Глушко были установлены на большинстве первых и вторых ступеней советских ракет-носителей и многих боевых ракет; они обеспечили вывод на орбиту первых советских искусственных спутников Земли, полёты Ю. А. Гагарина и других советских космонавтов, запуски автоматических межпланетных станций к Луне и планетам Солнечной системы. В 1974—1989 годах, возглавляя в качестве Генерального конструктора НПО «Энергия» и будучи председателем Совета главных конструкторов, осуществлял общее руководство работами многочисленных предприятий и организаций по ключевым проектам, связанным с советской пилотируемой космонавтикой.

## Биография

### Годы учёбы

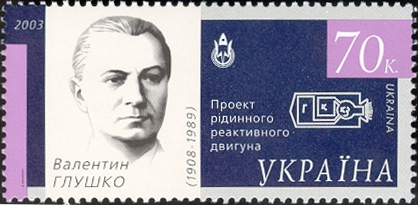
Валентин Глушко на почтовой марке Украины (2003 год)

Родился 20 августа (2 сентября) 1908 года в Одессе, в семье служащего Петра Глушко. В детстве проявлял способности к музыке, рисованию, изучению иностранных языков. В 1919 году он был зачислен в Одесское реальное училище Святого Павла (которое позднее переименовали в IV профтехшколу «Металл» им. Л. Д. Троцкого). Одновременно с учёбой в училище (с 1920 по 1922 год) занимался в консерватории у профессора П. С. Столярского по классу скрипки, а позже был переведён в Одесскую музыкальную академию. В эти же годы руководил Кружком общества любителей мироведения при одесском отделении Русского общества любителей мироведения (РОЛМ); в 1924 году кружок насчитывал 120 членов.
Весной 1921 года прочитал несколько романов Жюля Верна; особенно сильное впечатление на него произвели романы «С Земли на Луну» и «Вокруг Луны», после чего начал изучать книги по астрономии — в частности, написанные Камилем Фламмарионом и Германом Клейном.
С 1923 по 1930 годы состоял в переписке с К. Э. Циолковским. В марте 1924 года школьник Валентин Глушко пишет Циолковскому: «…межпланетные сообщения являются моим идеалом и целью моей жизни, которую я хочу посвятить для этого великого дела». Верность данному обещанию Глушко сохранил в течение всей своей жизни.
В 1924 году получает диплом об окончании профтехшколы и в этом же году заканчивает работу над первой редакцией своей книги «Проблема эксплуатации планет»; в периодических изданиях публикуются его научно-популярные статьи, посвящённые космическим полётам: «Завоевание Землёй Луны» (1924 год), «Станция вне Земли» (1926 год) и др.
По путёвке Наркомпроса УССР в 1925 году был послан на учёбу в Ленинградский государственный университет. Одновременно с учёбой работает в мастерских Научного института имени П. Ф. Лесгафта рабочим, а в 1927 году — геодезистом Главного геодезического управления Ленинграда. Весной 1929 года подготовил дипломную работу, в которой предложил проект межпланетного корабля «Гелиоракетоплан». Этот корабль должен был использовать солнечную энергию; генерируемый электрический ток направлялся в камеры сгорания двигателей, где под воздействием сильных электрических разрядов происходил тепловой взрыв подававшегося в камеры рабочего вещества — твёрдого (металлические проволочки) или жидкого (ртуть или электропроводящие растворы); расчёты показывали, что при этом обеспечивалась во много раз более высокая скорость истечения рабочего вещества, чем при химических реакциях. 18 апреля 1929 года сдал в отдел при Комитете по делам изобретений третью часть этой работы, которая называлась «Металл как взрывчатое вещество» и была посвящена электрическому ракетному двигателю (ЭРД) ракетоплана, после чего ему предложили начать экспериментальные работы по практической реализации данного двигателя.
Университет В. П. Глушко так и не окончил: в феврале 1929 года, уже после сдачи государственных экзаменов, студент-пятикурсник Глушко (который не получал стипендию, живя за счёт случайных заработков, и не смог внести плату за обучение в первом полугодии) был отчислен из ЛГУ.

### Работа в ГДЛ и РНИИ
15 мая 1929 года был зачислен в штат Газодинамической лаборатории (ГДЛ), которую в то время возглавлял её основатель Н. И. Тихомиров, где стал руководителем подразделения по разработке электрических и жидкостных ракетных двигателей и ракет. Позднее В. П. Глушко рассматривал многочисленные проектно-конструкторские организации, которые он возглавлял вплоть до 1974 года, как этапы развития единой организации, которая вошла в историю космонавтики под названием ГДЛ — ОКБ; в настоящее время её преемником является НПО «Энергомаш» имени академика В. П. Глушко.

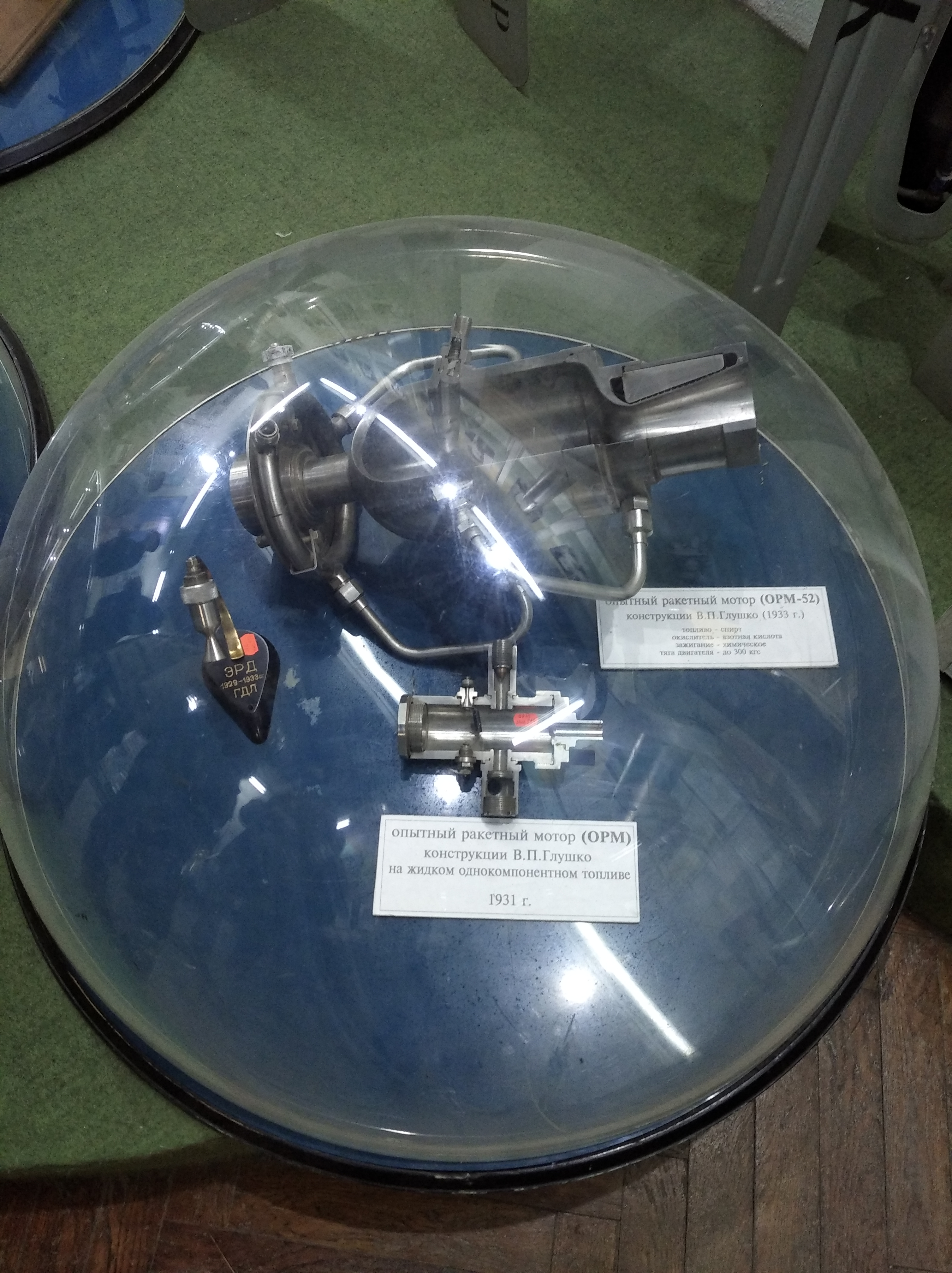
ЭРД, ОРМ (1931) и ОРМ-52 (1993) в разрезе в музее

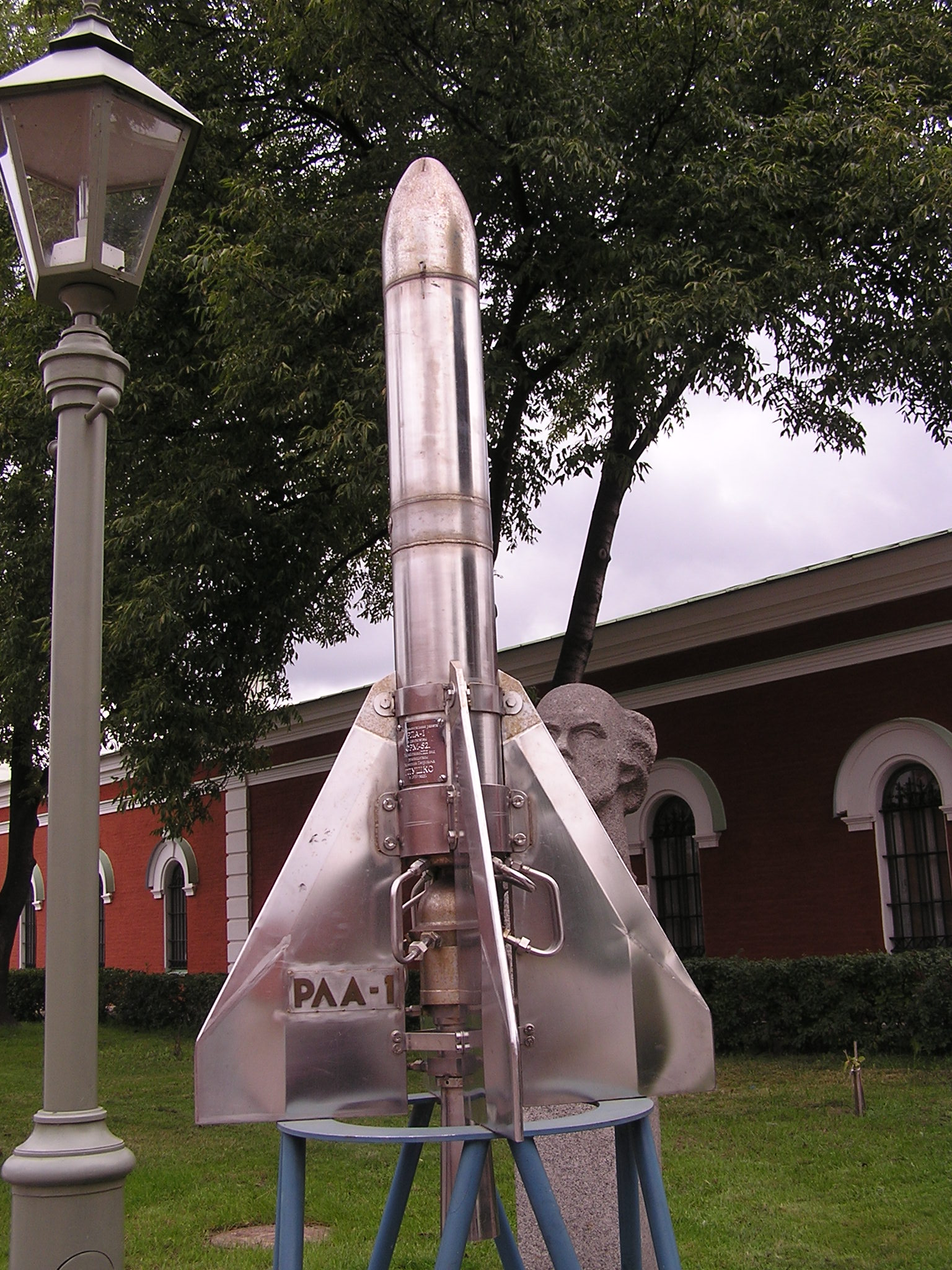
Ракета РЛА-1 в Музее космонавтики и ракетной техники

В подразделении, руководимом Глушко, были созданы опытные образцы первого в мире электротермического ракетного двигателя, которые в 1930—1931 годах успешно выдержали испытания. Однако практическое применение ЭРД в космонавтике возможно лишь после выведения космического аппарата на орбиту, и уже с начала 1930 года Глушко основное внимание сосредоточил на разработке жидкостных ракетных двигателей (ЖРД). В качестве окислителя для таких двигателей он предложил использовать азотный тетроксид, жидкий кислород, азотную кислоту, а в качестве горючего — толуол, бензин, керосин, бензол. В ГДЛ под руководством Глушко были разработаны конструкции и испытаны ЖРД серии ОРМ: ОРМ (испытан летом 1931 года), ОРМ-1 (испытан в том же году) и другие двигатели той же серии, включая использующие азотнокислотно-керосиновое топливо и испытанные в 1933—1934 гг. двигатели ОРМ-50 с тягой 1500 Н (предназначался для ракеты 05 конструкции ГИРД) и ОРМ-52 с тягой 3000 Н — самые мощные тогда ЖРД в мире. Двигатель ОРМ-52 предназначался для установки на морских торпедах, самолёте И-4 (в качестве вспомогательной силовой установки) и спроектированных в ГДЛ ракетах РЛА-1, РЛА-2, РЛА-3 и РЛА-100.
В камерах двигателей серии ОРМ Глушко применил теплозащитное керамическое покрытие из диоксида циркония, которое позднее широко использовалось в практике ракетостроения, а с 1933 года использовал ещё и внутреннее охлаждение, при котором поток компонента топлива омывал оребрённую внутреннюю стенку камеры.

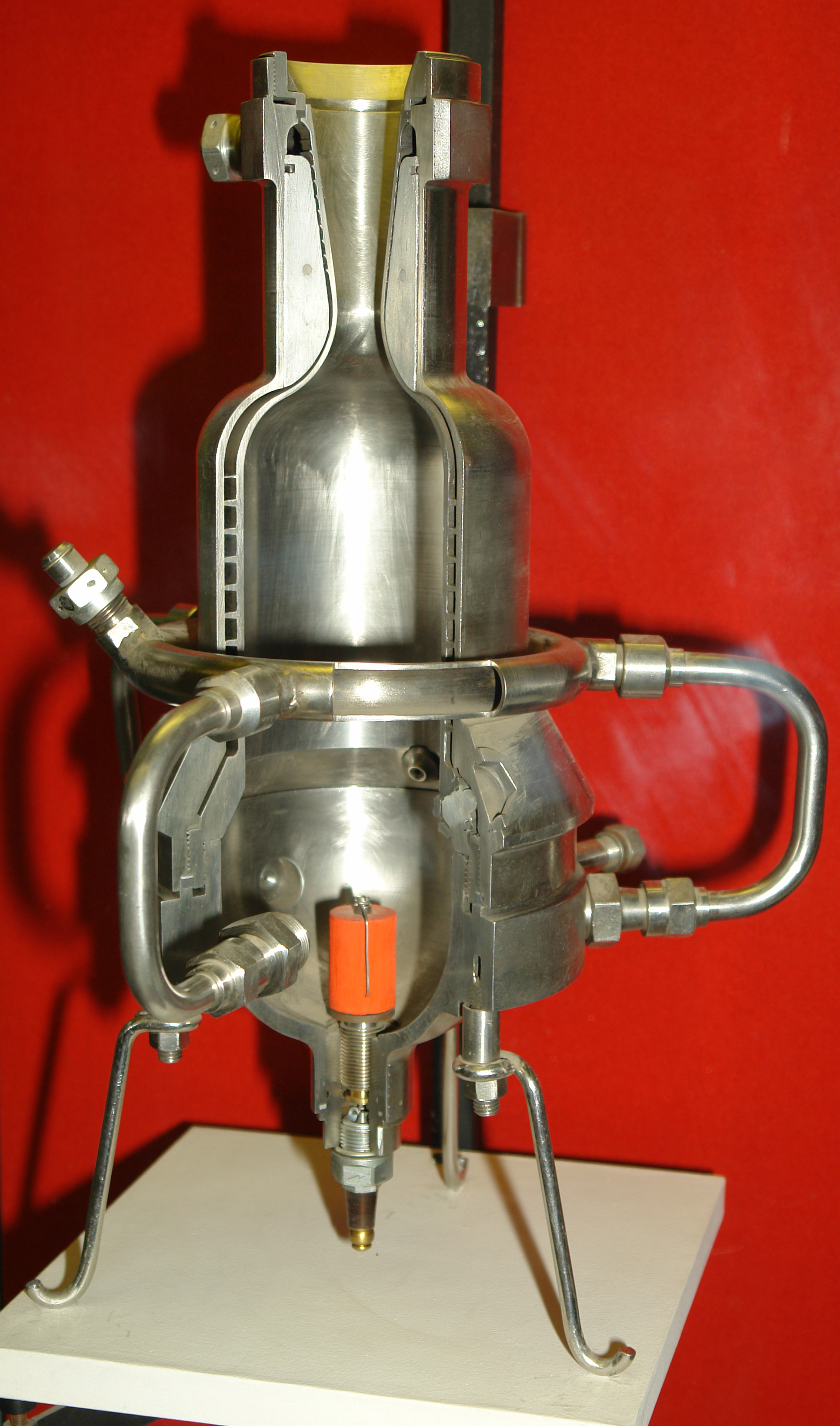
Двигатель ОРМ-65 в разрезе

21 сентября 1933 года был издан подписанный М. Н. Тухачевским приказ Реввоенсовета СССР о формировании Реактивного научно-исследовательского института РККА (РНИИ) путём объединения ГДЛ и московского ГИРД (в конце 1936 года РНИИ был переименован в НИИ-3). 3 января 1934 года В. П. Глушко и его сотрудники переехали в Москву для продолжения своих работ по ЖРД в составе РНИИ; Глушко был назначен начальником сектора «Азотнокислотные ЖРД» отдела № 2 этого института.
Под руководством Глушко в секторе в 1934—1935 годов были разработаны экспериментальные ЖРД ОРМ-53 — ОРМ-64, а начиная с 15 марта 1936 года — ЖРД ОРМ-65 тягой до 1750 Н на азотнокислотно-керосиновом топливе, предназначенный для установки на ракетоплане РП-318 и крылатой ракете 212 конструкции С. П. Королёва; 5 ноября 1936 года данный ЖРД прошёл официальные стендовые испытания, в 1937 году были проведены его первые наземные огневые испытания в составе ракеты 212 (29 апреля) и ракетоплана РП-318 (16 декабря), а 29 января 1939 года — первое лётное испытание в составе ракеты 212.
В 1933—1934 годах В. П. Глушко параллельно с работой в РНИИ читал курсы лекций в Военно-воздушной инженерной академии им. Н. Е. Жуковского, в 1935 году был заведующим и преподавателем Реактивных курсов по переквалификации инженеров при Центральном совете Осоавиахима. В декабре 1935 года в свет вышла книга «Ракеты: их устройство и применение», изданная под редакцией Г. Э. Лангемака и В. П. Глушко, а в марте 1936 года была издана работа Глушко «Жидкое топливо для реактивных двигателей». В 1937 году Глушко опубликовал 7 статей в сборниках научных работ РНИИ «Ракетная техника».
Однако над Глушко сгущались тучи. В апреле инженер А. Г. Костиков направил в ЦК ВКП(б) письмо, в котором он утверждал, что «раскрытие контрреволюционной троцкистской диверсионно-вредительской шайки» требует «ещё глубже присмотреться» к ситуации в НИИ-3, где, по его мнению, «мы имеем ряд симптомов, которые внушают подозрения»; далее он резко критикует проводимые Глушко работы по двигателям на жидком топливе и обвиняет в недостатках и порочном стиле работы руководителей института — в первую очередь, директора НИИ-3 И. Т. Клеймёнова, его заместителя Г. Э. Лангемака и начальника опытного производства Г. Г. Надёжина. Аналогичное заявление Костиков направил и в партком НИИ-3; оба заявления были переданы в НКВД. После этого в НИИ-3 начинаются проверки «по партийной линии», а 2 ноября 1937 года Клеймёнов и Лангемак были арестованы.
13 и 20 февраля 1938 года в НИИ-3 состоялись заседания бюро инженерно-технического совета (ИТС), на которых обсуждались «вредительская деятельность В. П. Глушко» и его связи с врагами народа Клеймёновым и Лангемаком. Бюро постановило исключить Глушко из состава ИТС. Начались неприятности и у С. П. Королёва: 1 января он был отстранён от должности руководителя отдела, а 1 июня были прекращены работы по ракетоплану РП-318.

### Арест и работа в «шарашках»
23 марта 1938 года Глушко был арестован и по август 1939 года пребывал под следствием: его держали во внутренней тюрьме НКВД на Лубянке и в Бутырской тюрьме. Во время следствия Глушко неоднократно били дубинками и плетьми, сделанными из проводов со свинцовой изоляцией; как и многие другие подследственные, он вынужден был подписать «чистосердечное признание» о том, что якобы участвовал в антисоветской организации и занимался вредительской работой в оборонной промышленности.
Тем временем подоспел подготовленный в НИИ-3 акт технической экспертизы, подписанный 20 июля 1938 года комиссией в составе А. Г. Костикова, Л. С. Душкина, А. Н. Дедова и М. П. Каляновой, в котором на 38 листах подробно излагались сведения о «вредительской деятельности» В. П. Глушко и С. П. Королёва. Позднейшие попытки Душкина обелить Костикова, оспорить его зловещую роль в тех репрессиях, которым подверглись Глушко и Королёв, не находят подтверждения в источниках: сохранились и тексты писем Костикова в ЦК ВКП(б) и партком НИИ-3, и материалы бюро ИТС, и упомянутый акт технической экспертизы.

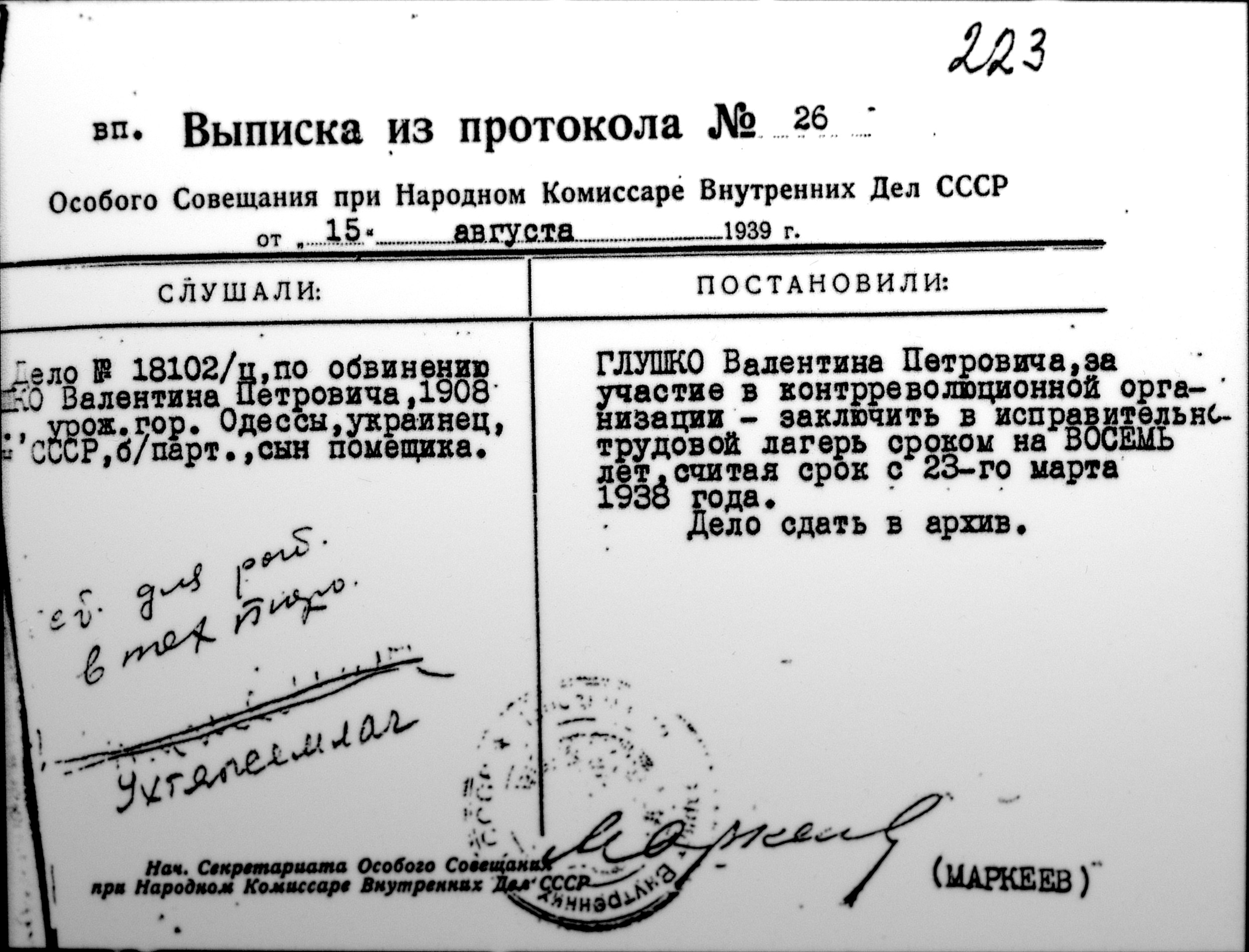
Выписка из протокола Особого совещания с текстом приговора

15 августа 1939 года Глушко был осуждён Особым совещанием при НКВД СССР по статьям 58-7 и 58-11 УК РСФСР к заключению в исправительно-трудовом лагере сроком на 8 лет, впоследствии оставлен для работы в техбюро. До 1940 года он работает в конструкторской группе 4-го Спецотдела НКВД (т. н. «шарашке») при Тушинском авиамоторостроительном заводе № 82 НКАП. Здесь он первоначально разрабатывал газогенератор ГГ-3 для привода двигателя быстроходной глиссирующей морской торпеды, а затем — проект вспомогательной установки ЖРД, предназначенной для форсирования манёвром двухмоторного самолёта-истребителя «С-100».
Осенью 1940 года группу Глушко перевели на Казанский авиационный моторостроительный завод № 16, где он продолжал заниматься разработкой вспомогательных самолётных установок ЖРД с насосной подачей топлива. Группа находилась на территории завода № 16, но подчинялась не директору завода, а начальнику специального КБ НКВД капитану госбезопасности В. А. Бекетову, имевшему диплом инженера-металлурга. В феврале 1942 года в состав группы влились также заключённые и вольнонаёмные, ранее работавшие над созданием турбокомпрессора в группе А. Д. Чаромского.
С осени 1941 года казанская спецтюрьма получила официальное название «ОКБ 4-го Спецотдела НКВД СССР при заводе № 16 НКАП» (ОКБ-16); начальником ОКБ стал Бекетов. Формально это особое КБ тюремного типа было утверждено приказом Наркомата авиационной промышленности СССР только в январе 1942 года. Тогда же в структуре ОКБ-16 по каждому тематическому проекту были созданы конструкторские бюро с закреплённым за каждым из них штатом сотрудников: КБ-1 (главный конструктор Б. С. Стечкин) и КБ-2 (главный конструктор В. П. Глушко; последний получил должность главного конструктора ещё в конце 1941 года в связи с развёртыванием работ по вспомогательному самолётному ЖРД РД-1). В штатном расписании КБ-2 было два заместителя главного конструктора: заместитель по конструкторским работам (Г. С. Жирицкий) и заместитель по экспериментальным работам (Д. Д. Севрук).
В состав КБ-2 были включены высококвалифицированные учёные, конструкторы, экспериментаторы, технологи, металлурги, химики. Кроме упомянутых ранее, здесь работали профессора К. И. Страхович, А. И. Гаврилов, В. В. Пазухин, инженеры В. А. Витка, Г. Н. Лист, Н. Л. Уманский, Н. С. Шнякин, А. А. Мееров, А. С. Назаров, Н. А. Желтухин. В ноябре 1942 года в Казанскую шарашку перевели С. П. Королёва, которого также зачислили в состав КБ-2 (в 1943—1944 гг. он был начальником «группы № 5 по разработке реактивной установки», созданной 8 января 1943 года и занимавшей в структуре ОКБ-16 относительно автономное положение). Опыт и знания, которые сотрудники КБ-2 принесли из разных областей науки и техники, позволили коллективу бюро успешно разработать и внедрить в производство оригинальные конструкции авиационных ЖРД.
Работы по созданию РД-1 ГКО СССР признал успешными, и нарком внутренних дел Л. П. Берия 16 июля 1944 года обратился с письмом к председателю ГКО И. В. Сталину, предложив освободить со снятием судимости 35 особо отличившихся заключённых специалистов ОКБ-16 (список прилагался к письму). Сталин дал своё согласие, и 27 июля 1944 года Президиум Верховного Совета СССР принял решение о досрочном освобождении со снятием судимости заключённых из упомянутого списка; в их число вошли и 9 ведущих работников КБ-2: В. А. Витка, В. П. Глушко, Г. С. Жирицкий, С. П. Королёв, Г. Н. Лист, В. Л. Пржецлавский, Д. Д. Севрук, Н. Л. Уманский, Н. С. Шнякин. 9 августа им объявили о досрочном освобождении, а через 3-4 дня выдали паспорта.

### Работа в ОКБ-РД
В том же августе 1944 года бывшее КБ-2 приказом по НКАП было преобразовано в Опытно-конструкторское бюро реактивных двигателей — ОКБ-РД, известное также под открытым названием ОКБ-СД (Опытно-конструкторское бюро специальных двигателей); в него зачислили вольнонаёмных и вновь освобождённых сотрудников КБ-2, а также прикомандировали часть заключённых, входивших в спецконтингент 4-го Спецотдела НКВД. Глушко остался главным конструктором, Жирицкий и Севрук — его заместителями. Осенью 1944 года ещё одним заместителем главного конструктора был утверждён С. П. Королёв.
В 1944—1946 годах проведены наземные и лётные испытания ЖРД РД-1 на самолётах Пе-2Р, Ла-7, Як-3, Су-6 и Су-7. Разрабатывается трёхкамерный азотнокислотно-керосиновый ЖРД РД-3 тягой 9000 Н, проведены стендовые и лётные (на самолётах Як-3РД и Пе-2Р) испытания ЖРД РД-1ХЗ с химическим повторным зажиганием. У самолёта Як-3 при этом удалось добиться максимального прибавления скорости в 182 км/ч.
Упорный труд работников ОКБ-РД в годы Великой Отечественной войны был отмечен государственной наградой. В сентябре 1945 года по Указу Президиума Верховного Совета СССР «За образцовое выполнение заданий правительства в области конструирования и создания новой техники» была награждена большая группа конструкторов авиационной промышленности, включая и работников ОКБ-РД: Глушко и Севрук получили ордена Трудового Красного Знамени, а Витка, Жирицкий, Королёв, Лист, Уманский и Шнякин — ордена «Знак Почёта».
Приказом НКАП от 1 мая 1945 года с целью подготовки инженерно-технических кадров по реактивным двигателям в Казанском авиационном институте (КАИ) была организована первая в Советском Союзе кафедра ракетных двигателей, которую возглавил В. П. Глушко. Её костяк составили ведущие работники ОКБ-РД: в соответствии с утверждённым приказом директора КАИ Г. В. Каменкова от 14 июля 1945 года штатным расписанием новой кафедры, Г. С. Жирицкий занял должность профессора, а С. П. Королёв, Г. Н. Лист, Д. Д. Севрук и Д. Я. Брагин — должности старших преподавателей. Кафедра просуществовала до 1949 года, когда была включена в состав кафедры теории авиадвигателей; в 1965 году воссоздана как самостоятельная кафедра спецдвигателей, в настоящее время — кафедра реактивных двигателей и энергетических установок.
Многим из них, однако не довелось тогда всерьёз заняться преподаванием. В июле — сентябре 1945 года большинство руководящих сотрудников ОКБ-РД были командированы в Германию для изучения конструкции немецких боевых баллистических ракет А-4 («Фау-2»). Сам Глушко, командированный в Германию в звании инженер-полковника, находился там с июля по декабрь 1945 года и с мая по декабрь 1946 года; значительную часть этого времени он был занят изучением трофейной немецкой ракетной техники в институте «Нордхаузен» (где возглавлял отдел по изучению двигателей А-4). Летом 1946 года Глушко у входа в берлинскую комендатуру неожиданно встретил выходившего из автомобиля в новеньком генеральском кителе Костикова; со словами «Это тебе за Лангемака и за всех наших» бывший зэк со всей силы ударил врага в лицо, так что китель был закапан кровью. Позже комендант на заявлении Костикова об избиении написал: «В возбуждении дела отказать. Получено по заслугам».

### Создание ракетной отрасли
13 мая 1946 года выходит Постановление СМ СССР № 1017-419сс «Вопросы реактивного вооружения»; В. П. Глушко в тексте Постановления прямо не упомянут, но в соответствии с этим документом его назначили на новое место работы. 3 июля 1946 года был издан приказ министра авиационной промышленности СССР М. В. Хруничева о перебазировании ОКБ-РД из Казани в подмосковные Химки, где находился авиационный завод № 456; завод подлежал перепрофилированию под производство ЖРД для баллистических ракет и самолётов, а ОКБ-РД переключалось на проектирование мощных ЖРД и переименовывалась в ОКБ-456. Этим же приказом В. П. Глушко был назначен главным конструктором ОКБ-456 (ныне — НПО «Энергомаш»). Практически сразу же сложился Совет главных конструкторов, в который Глушко был включён как главный конструктор жидкостных ракетных двигателей. В ноябре 1946 года большинство работников бывшего ОКБ-РД вместе с членами семей переехали в Химки; практически одновременно в Химки прибыли вместе с семьями и 17 немецких специалистов, отобранных из числа работников институте «Нордхаузен» для оказания технической помощи при воспроизводстве двигателя ракеты А-4.
В конце 1947 — начале 1948 года уже из отечественных материалов и по отечественной технологии в ОКБ-456 и на заводе № 456 были изготовлены первые экземпляры двигателя РД-100 (с тягой в пустоте 307 кН), в основном копировавшего двигатель А-4 и предназначавшегося для установки на ракету Р-1. Параллельно с этим начались работы по созданию двигателя РД-101 для ракеты Р-2 с дальностью 600 км и двигателя РД-110 для ракеты Р-3 с дальностью 3000 км. К работе над этими новыми проектами немецкие специалисты уже не привлекались; их перевели во вспомогательные подразделения завода, а в августе 1950 года отправили на родину.

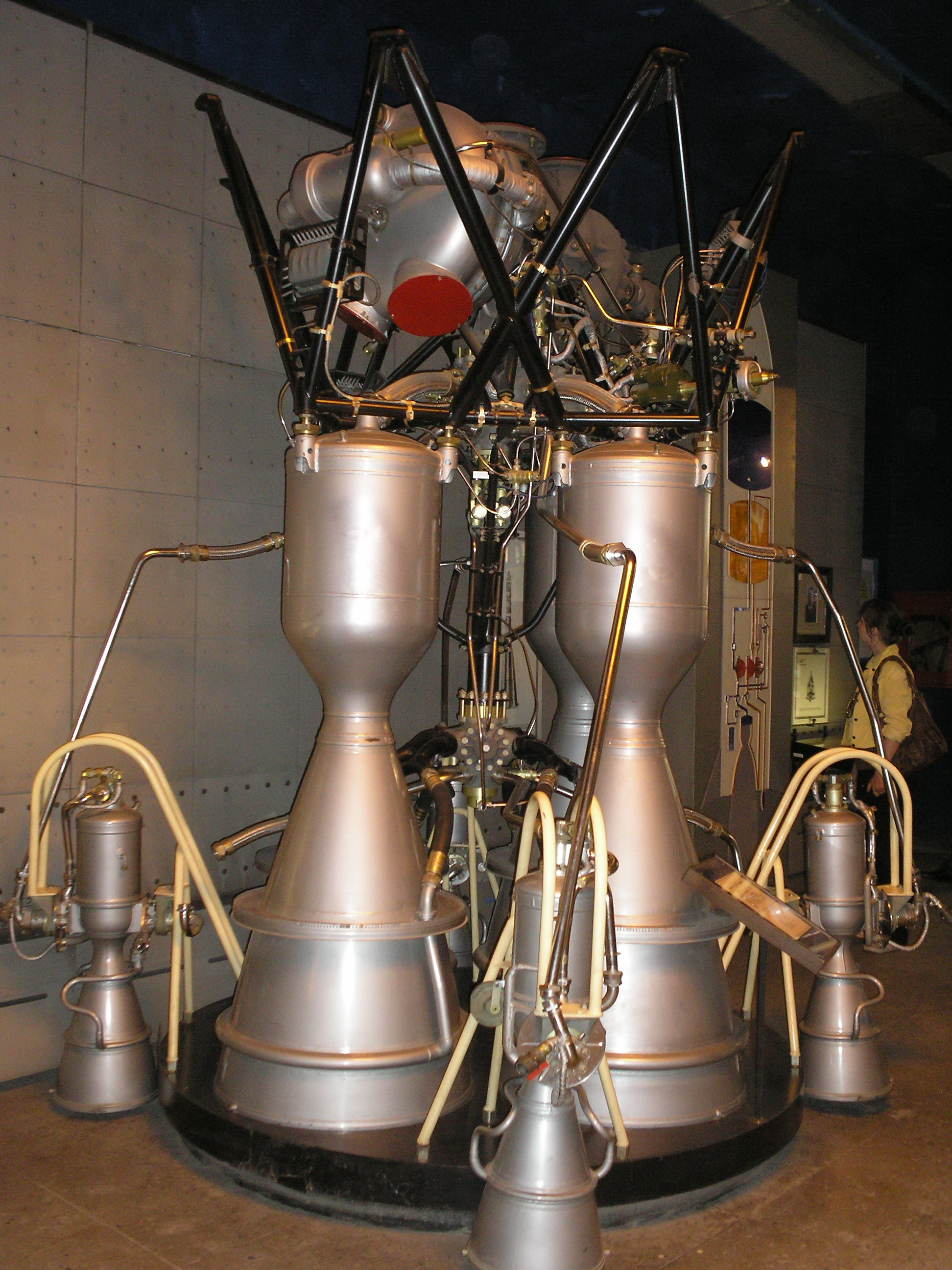
Двигатель РД-108

10 октября 1948 года произведён успешный пуск ракеты Р-1 с двигателем РД-100. В 1951 году прошли успешные лётные испытания ракеты Р-2 (создание же ракеты Р-3 было прекращено на стадии предварительных работ). 19 апреля 1953 года осуществлён успешный пуск на максимальную дальность (1200 км) ракеты Р-5 с двигателем РД-103 разработки ОКБ-456 (имел тягу в пустоте 500 кН).
23 октября 1953 года В. П. Глушко был избран членом-корреспондентом АН СССР по Отделению технических наук (теплотехника). Спустя два дня он получил телеграмму от С. П. Королёва (избранного членом-корреспондентом Академии одновременно с Глушко), в которой Королёв писал: «От всего сердца горячо обнимаю тебя, мой самый дорогой друг, и поздравляю с избранием в Академию наук СССР… Желаю тебе много здоровья, сил, новых больших побед на благо нашей любимой Советской Родине». Плодотворное сотрудничество Королёва и Глушко действительно вылилось затем в целую серию блистательных достижений, навечно вписанных в историю космонавтики, хотя возникшие между ними в 1959—1960 годах разногласия во взглядах на перспективы развития тяжёлых ракет-носителей и наиболее целесообразный выбор компонентов топлива для них отрицательно сказались и на личных отношениях двух пионеров ракетной техники.
В 1954—1957 годах в ОКБ-456 под руководством Глушко были разработаны ракетные двигатели РД-107 с тягой в пустоте 1000 кН и РД-108 с тягой в пустоте 941 кН, предназначенные для установки на создаваемой в ОКБ-1 С. П. Королёва ракете Р-7 и её модификациях — соответственно, на боковых блоках (1-я ступень) и центральном блоке (2-я ступень).
По результатам испытаний 2 февраля 1956 года ракеты Р-5М с боевым ядерным зарядом В. П. Глушко (как и ряд других участников разработки ракеты) Указом Президиума Верховного Совета СССР от 20 апреля 1956 года был «за заслуги в деле создания дальних баллистических ракет» удостоен звания Героя Социалистического Труда, а ОКБ-456 награждено орденом Трудового Красного Знамени. 29 сентября 1956 года Глушко был реабилитирован; в ноябре того же года он был принят в члены КПСС. После реабилитации В. П. Глушко приложил немало усилий, чтобы помочь семьям своих расстрелянных товарищей по ГДЛ и РНИИ, чтобы увековечить имена тех, кто стоял у истоков советской космической программы.
21 августа 1957 года проведён первый успешный пуск межконтинентальной баллистической ракеты (МБР) Р-7 с установленными на ней ЖРД РД-107 и РД-108 конструкции ОКБ-456. Впоследствии данные двигатели много лет использовались в ракетной технике; в 1977 году академик А. Ю. Ишлинский писал о них: «до сих пор вызывает восхищение исключительная надёжность двигателей конструкции академика Валентина Петровича Глушко».

### Начало освоения космоса

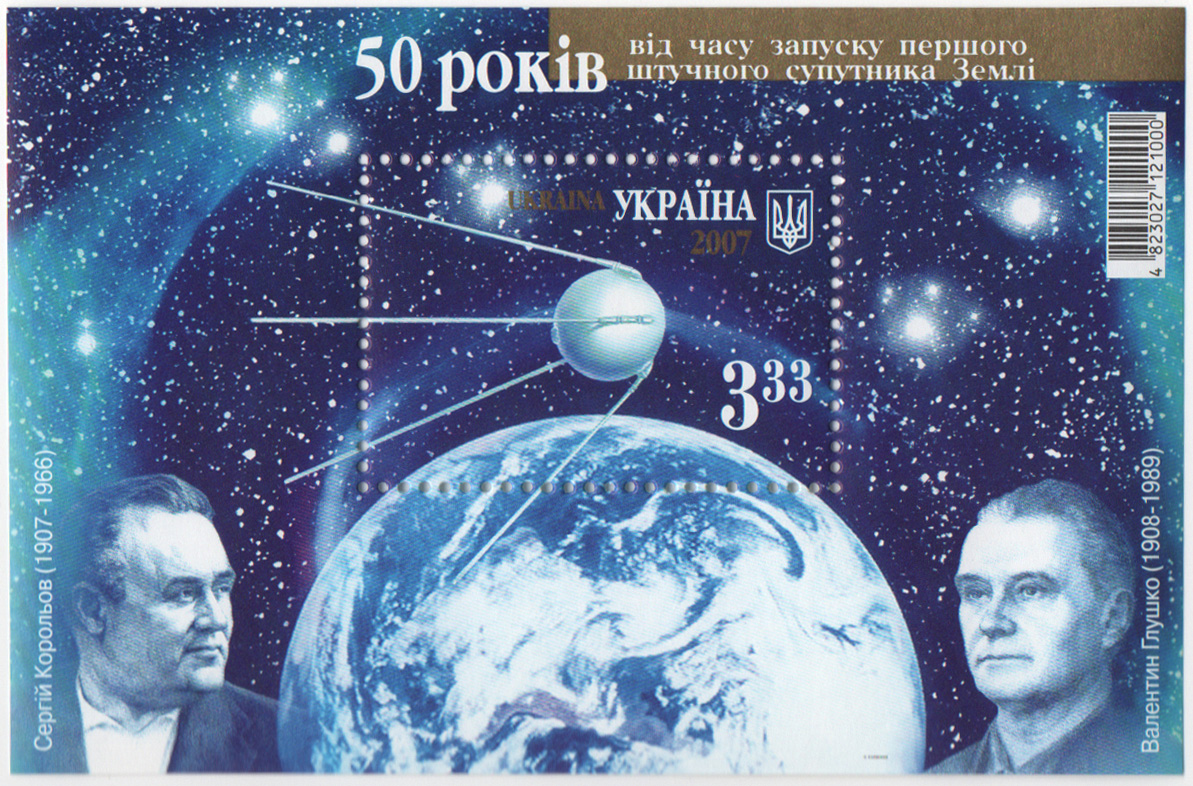
Королёв и Глушко на почтовом блоке Украины 2007 года, посвящённом 50-летию запуска первого ИСЗ

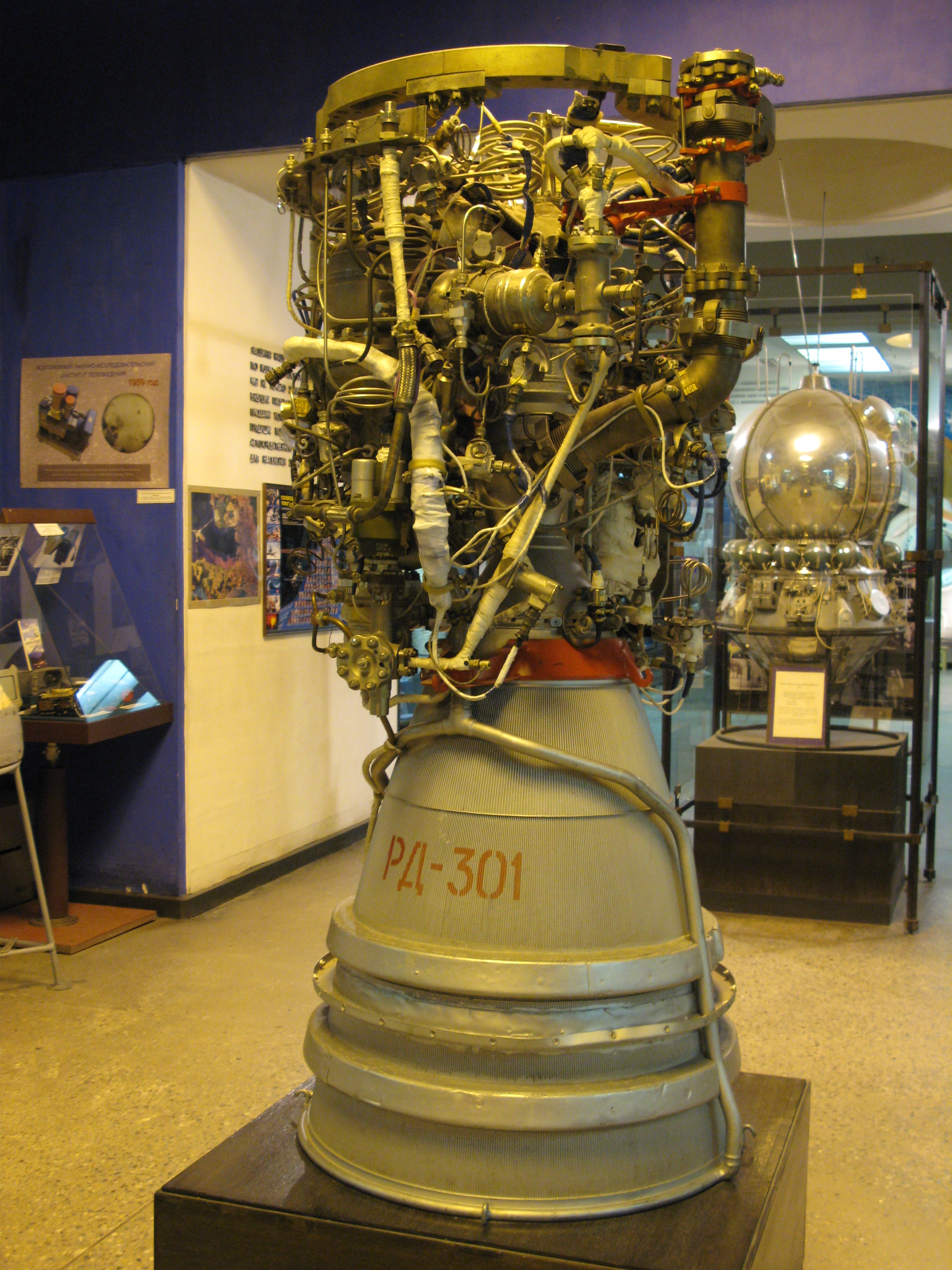
Двигатель РД-301

4 октября 1957 года началась космическая эра: состоялся запуск первого искусственного спутника Земли, выведенного на орбиту ракетой-носителем «Спутник» (модификация ракеты Р-7 с теми же двигателями). За вклад в запуск первого спутника В. П. Глушко, как и другие ведущие учёные и конструкторы, был удостоен Ленинской премии. 26 октября 1957 года ему решением ВАК была без защиты диссертации присуждена учёная степень доктора технических наук, а 20 июня 1958 года В. П. Глушко был избран действительным членом АН СССР по Отделению технических наук (энергетика).
За вклад в обеспечение полёта в космос первого космонавта планеты Ю. А. Гагарина ОКБ-456 (разработавшее для РН «Восток» двигатели РД-107 и РД-108) было награждено орденом Ленина, а главный конструктор В. П. Глушко 17 июня 1961 года второй раз удостоен звания Героя Социалистического Труда.
В последующие годы под руководством Глушко были разработаны мощные ЖРД на низкокипящих и высококипящих топливах, используемые на первых ступенях и в большинстве вторых ступеней советских ракет-носителей (РН) и многих боевых ракет. Неполный список включает: двигатели РД-119, РД-214, РД-216, РД-219 для РН «Космос», РД-253 для 1-й ступени РН «Протон», экспериментальный РД-301 для верхних ступеней ракет и разгонных блоков (единственный в мире ЖРД на фторно-аммиачном топливе) и многие другие.
В то же время Глушко не удалось получить заказ на создание двигателей для сверхтяжёлой ракеты-носителя Н-1, задача создания которой была поставлена в порядок дня Постановлением СМ СССР от 23 июня 1960 года. ОКБ-1 1 октября 1960 года направило технические задания на разработку двигателей 1-й и 2-й ступеней этой ракеты одновременно в ОКБ-456 В. П. Глушко и в КБ Н. Д. Кузнецова. Обе фирмы приступили к проектно-конструкторским работам: если в ОКБ Глушко в качестве топлива предпочтение было отдано комбинации азотный тетроксид + НДМГ (как дублирующий вариант, рассматривалась также комбинация кислород + НДМГ), то в ОКБ Кузнецова было выбрано кислородно-керосиновое топливо. Королёв энергично выступал против предложений Глушко, аргументируя это высокой токсичностью НДМГ; в итоге на заседании Государственной экспертной комиссии, проходившем 16 июля 1962 года, было решено передать заказ ОКБ Кузнецова.

### Во главе НПО «Энергия»

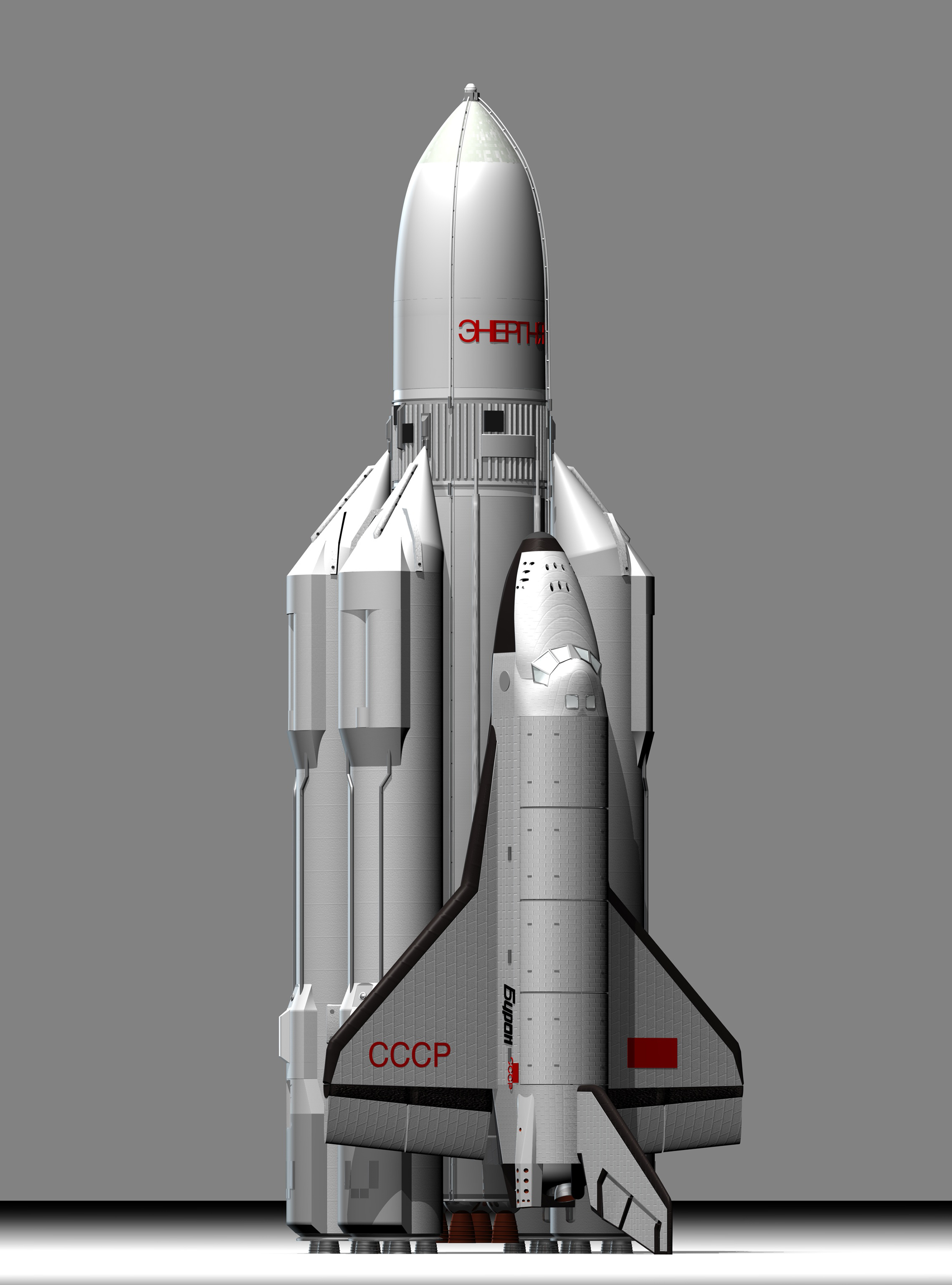
РН «Энергия» с космическим кораблём «Буран»

В дальнейшем программа создания Н-1 затянулась, запланированные сроки выполнения работ неоднократно срывались. В мае 1974 года, в соответствии с рекомендациями состоявшегося в ЦК КПСС совещания под председательством Д. Ф. Устинова и решениями заседания Совета обороны СССР от 17 мая о прекращении работ над Н-1, освобождении В. П. Мишина от должности главного конструктора ЦКБЭМ (Центральное конструкторское бюро экспериментального машиностроения; так называлось ОКБ-1 после смерти Королёва), преобразовании ЦКБЭМ в НПО «Энергия» с включением в него КБ «Энергомаш» (так с 1 января 1967 года называлось ОКБ-456) и назначении Глушко генеральным конструктором нового НПО, было принято Постановление СМ СССР от 21 мая об организации НПО «Энергия». 21 мая приказом министра общего машиностроения С. А. Афанасьева директором и Генеральным конструктором НПО «Энергия» был назначен В. П. Глушко.
В тот же день Глушко, приехав в теперь уже бывший ЦКБЭМ и заняв кабинет генерального конструктора, первым делом распорядился впредь не пускать Мишина на предприятие (в дальнейшем В. П. Мишин сосредоточился на преподавательской работе в МАИ). Не дожидаясь выхода обещанного Постановления СМ СССР о свёртывании работ по теме Н-1 (оно появилось лишь в феврале 1976 года), Глушко 5 июня подписал свой первый в должности руководителя НПО «Энергия» приказ № 54 о прекращении в НПО всех работ по комплексу Н1—Л3 и ракете-носителю Н-1. Работы над другими программами продолжались, а после появления Постановления СМ СССР от 17 февраля 1976 года о создании многоразовой космической системы работа над программой «Энергия» — «Буран» стала для НПО «Энергия» основным направлением на многие годы.
Прекращение работ по комплексу Н1—Л3 не означало для Глушко отказа от лунной программы. В октябре 1974 года им был предложен комплексный план работ НПО «Энергия» на ближайшие годы, одним из пунктов которого было создание на Луне долговременной научно-исследовательской базы. Для этого предлагалось создать космический корабль «ЛЭК» (лунный экспедиционный корабль), который достигал бы Луны по «прямой схеме» (без стыковок на окололунной орбите, как в программе «Аполлон»). ЛЭК должен был состоять из посадочной ступени с мощным основным и четырьмя рулевыми ЖРД, взлётной ступени и обитаемого блока. В качестве средства выведения ЛЭК на окололунную орбиту предлагалось создать новую сверхмощную РН «Вулкан» со стартовой тягой 73 800 кН (против 49 700 кН у РН Н-1 в варианте Н1Ф), способную выводить на низкую околоземную орбиту объекты с массой 200 т.

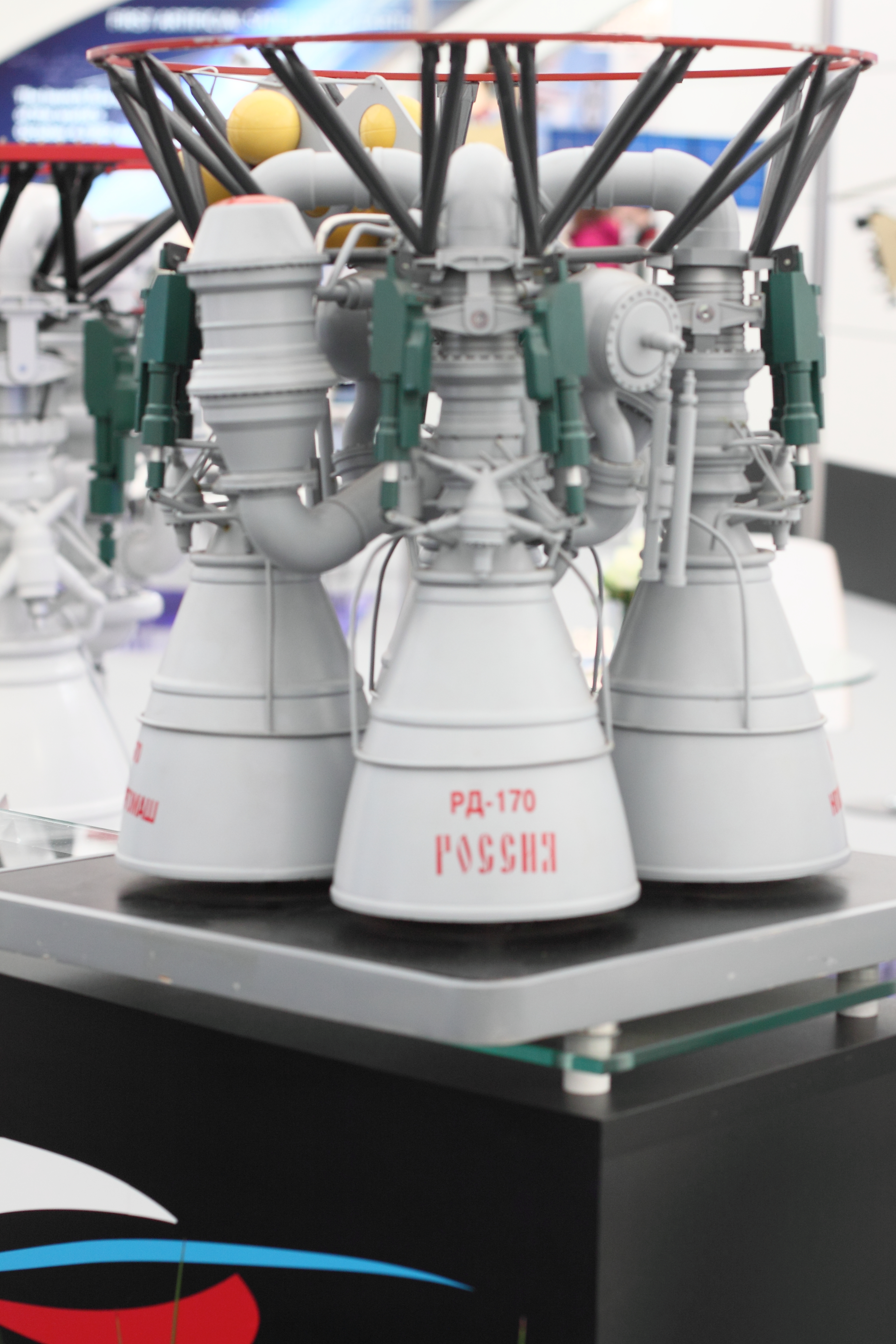
Двигатель РД-170

В. П. Глушко первоначально выступал против решения о создании многоразовой космической системы по типу американской системы «Спейс шаттл», однако оно было принято под мощным нажимом военных. В ходе проектных работ Глушко добился, чтобы в советском варианте системы средством выведения корабля «Буран» на орбиту стала новая РН «Энергия» (со стартовой тягой 35 700 кН); при этом аналогами двух твердотопливных ускорителей выступали четыре стартовых ускорителя с двигателями РД-170, составлявшие в совокупности 1-ю ступень ракеты, а аналогом внешнего топливного бака — её 2-я ступень, оснащённая четырьмя кислородно-водородными ЖРД РД-0120 (созданы в КБ «Химавтоматика» под руководством Главного конструктора А. Д. Конопатова). Кислородно-керосиновый двигатель РД-170, идея создания которого принадлежит Глушко, а разработка велась под непосредственным руководством Главного конструктора КБ «Энергомаш» В. П. Радовского, стал самым мощным ЖРД в мире, имея тягу 7260 кН на земле и 7900 кН в вакууме.
Глушко рассчитывал, что будет создано семейство из трёх ракет-носителей с одинаковыми стартовыми ускорителями и унифицированной 2-й ступенью: «Гроза» (с двумя ускорителями), «Энергия» (с четырьмя) и «Вулкан» (с восемью); но средств на финансирование работ по РН «Гроза» и «Вулкан» так и не нашлось. Эскизный же проект РН «Энергия» был завершён в декабре 1976 года, а в ноябре 1977 года появилось Постановление СМ СССР о создании сверхтяжёлой ракеты-носителя «Энергия» и корабля «Буран».
В июне 1977 года Глушко ушёл с поста директора НПО «Энергия», но до конца жизни продолжал руководить объединением в качестве Генерального конструктора. Будучи в 1974—1989 годах председателем Совета главных конструкторов, он осуществлял техническое руководство и координацию работ предприятий и организаций ракетно-космической промышленности страны по проектам, в реализации которых НПО «Энергия» играла головную роль. Он возглавлял работы по совершенствованию пилотируемых космических кораблей «Союз», грузового корабля «Прогресс», орбитальных станций «Салют», созданию орбитального комплекса «Мир» и многоразовой транспортно-космической системы «Энергия» — «Буран».

Могила В. П. Глушко на Новодевичьем кладбище Москвы

15 мая 1987 года был осуществлён успешный запуск РН «Энергия» с установленными на её 1-й ступени ЖРД РД-170. 15 ноября 1988 года совершил свой первый (и единственный) космический полёт космический корабль «Буран», выведенный на орбиту РН «Энергия».
В. П. Глушко был депутатом Совета Национальностей Верховного Совета СССР 7—11-го созывов от Калмыцкой АССР, членом ЦК КПСС (1976—1989), действительным членом Международной академии аэронавтики (1976).
На протяжении нескольких десятилетий В. П. Глушко возглавлял при Президиуме АН СССР Научный совет по проблеме «Жидкое ракетное топливо». Координировал работы научных организаций по изучению характеристик ракетных топлив, в результате чего с 1956 по 1982 годы были изданы 40 томов справочных изданий с информацией о свойствах различных веществ, используемых в таких топливах.
Умер 10 января 1989 года на 81-м году жизни от атеросклероза мозговых артерий. Похоронен на Новодевичьем кладбище в Москве.

## Семья
Отцом В. П. Глушко был Пётр Леонтьевич Глушко, сын батрака, который получил, однако, высшее образование; мать звали Матроной Семеоновной. У супругов родилось трое детей: дочь Галина (1907 года рождения) и сыновья Валентин (1908 года рождения) и Аркадий (1915 года рождения).
Первый брак В. П. Глушко — с Сусанной Михайловной Згут (во втором браке Георгиевской, позднее ставшей детской писательницей) — продлился несколько лет. От второй жены — Тамары Ивановны Саркисовой (этот брак не был официально зарегистрирован) — у Глушко в 1938 году родилась дочь Евгения; после выхода Глушко из заключения его отношения с Тамарой Саркисовой не возобновились. Вернувшись из командировки в Германию, Глушко женился на Магде Максовне Глушко (урождённая Эсминь, 1926—1993), преподавательнице английского языка (многие годы, начиная с 1960-х годов, была заведующей кафедрой английского языка механико-математического факультета МГУ; с 1980 года — доктор филологических наук); у них было двое детей: дочь Елена (1948 года рождения) и сын Юрий (1952 года рождения). В 1959 году он познакомился с сотрудницей ОКБ-456 Лидией Дмитриевной Пёрышковой (род. 1941); в 1972 году у них родился сын Александр, историк.

## Личные качества
Как отмечал в своих воспоминаниях Б. Е. Черток, В. П. Глушко отличался высокой технической компетентностью, широкой эрудицией, общей культурой, умением быстро выделить среди текущих проблем главную задачу, хотя в отношении к своим подчинённым и коллегам иногда проявлял излишнюю придирчивость. При любом внутреннем состоянии он был способен сохранять невозмутимый вид; он всегда был подтянут и безупречно одет.
Глушко (в отличие от вспыльчивого Королёва) никогда не кричал на подчинённых. В своей работе он руководствовался принципом «если каждый сделает свою работу хорошо, общая работа будет также хороша».

## Награды и премии

Памятник Валентину Глушко на Аллее Космонавтов в Москве (открыт 4 октября 2001 года)

- Герой Социалистического Труда (20.04.1956, 17.06.1961)[34][67]:

1. Указом Президиума Верховного Совета СССР № 235/13 в статусе «совершенно секретно» от 20 апреля 1956 года «за заслуги в деле создания дальних баллистических ракет»[94].

- Орден Ленина (20.04.1956, 01.09.1958, 30.08.1968, 17.09.1975, 01.09.1978)[67][80]
- Орден Октябрьской Революции (26.04.1971)[67][80]
- Орден Трудового Красного Знамени (16.09.1945)[67][80]
- Медаль «В ознаменование 100-летия со дня рождения Владимира Ильича Ленина» (1970)[95]
- Юбилейная медаль «Тридцать лет Победы в Великой Отечественной войне 1941—1945 гг.» (1975)[95]
- Юбилейная медаль «Сорок лет Победы в Великой Отечественной войне 1941—1945 гг.» (1985)[95]
- Медаль «За доблестный труд в Великой Отечественной войне 1941—1945 гг.» (1945)[95]
- Медаль «Ветеран труда» (1984)[95]
- Медаль «В память 800-летия Москвы» (1948)[95]
- Ленинская премия (1957)[82]
- Государственная премия СССР (1967, 1984)[82]
- Золотая медаль им. К. Э. Циолковского АН СССР (1958)[82]
- Диплом им. Поля Тиссандье (ФАИ, 1967)[95]

В. П. Глушко был почётным гражданином городов Калуга (1975), Одесса (1975), Королёв и Химки (1979), Байконур (1983), Казань (1987), Приморск и Элиста (1988).

## Память

Бюст В. П. Глушко в городе Байконуре

Памятная монета Банка России, посвящённая 100-летию со дня рождения В. П. Глушко, серебро, 2 рубля, 2008 год

- В 1994 году Международный астрономический союз присвоил имя Глушко кратеру на видимой стороне Луны[96].
- Также в его честь назван астероид (6357) Глушко, открытый в 1976 году Н. С. Черных[97].
- Бронзовые бюсты В. П. Глушко установлены в Одессе и Байконуре, памятники — в Москве и Химках[67].
- Его именем названы: улица в Москве (в районе Северное Бутово), проезд в Санкт-Петербурге, улицы в Казани, Калуге, Химках и Байконуре.
- Имя присвоено предприятию НПО «Энергомаш»[67].
- В его честь названа гимназия № 72 г. Краснодар[98].
- На доме № 10 по улице Ольгиевской в Одессе, в котором проживал Глушко, установлена мемориальная доска, а сам дом признан памятником архитектуры и градостроительства[99].
- Имя В. П. Глушко с 2011 года носит самолёт компании «Аэрофлот»[100].
- Имя присвоено основанному в 1973 году Музею космонавтики и ракетной техники (Петропавловская крепость, Санкт-Петербург)[101].
- В 2008 году Банк России к 100-летию со дня рождения В. П. Глушко выпустил в серии «Выдающиеся личности России» серебряную памятную монету номиналом 2 рубля[102].

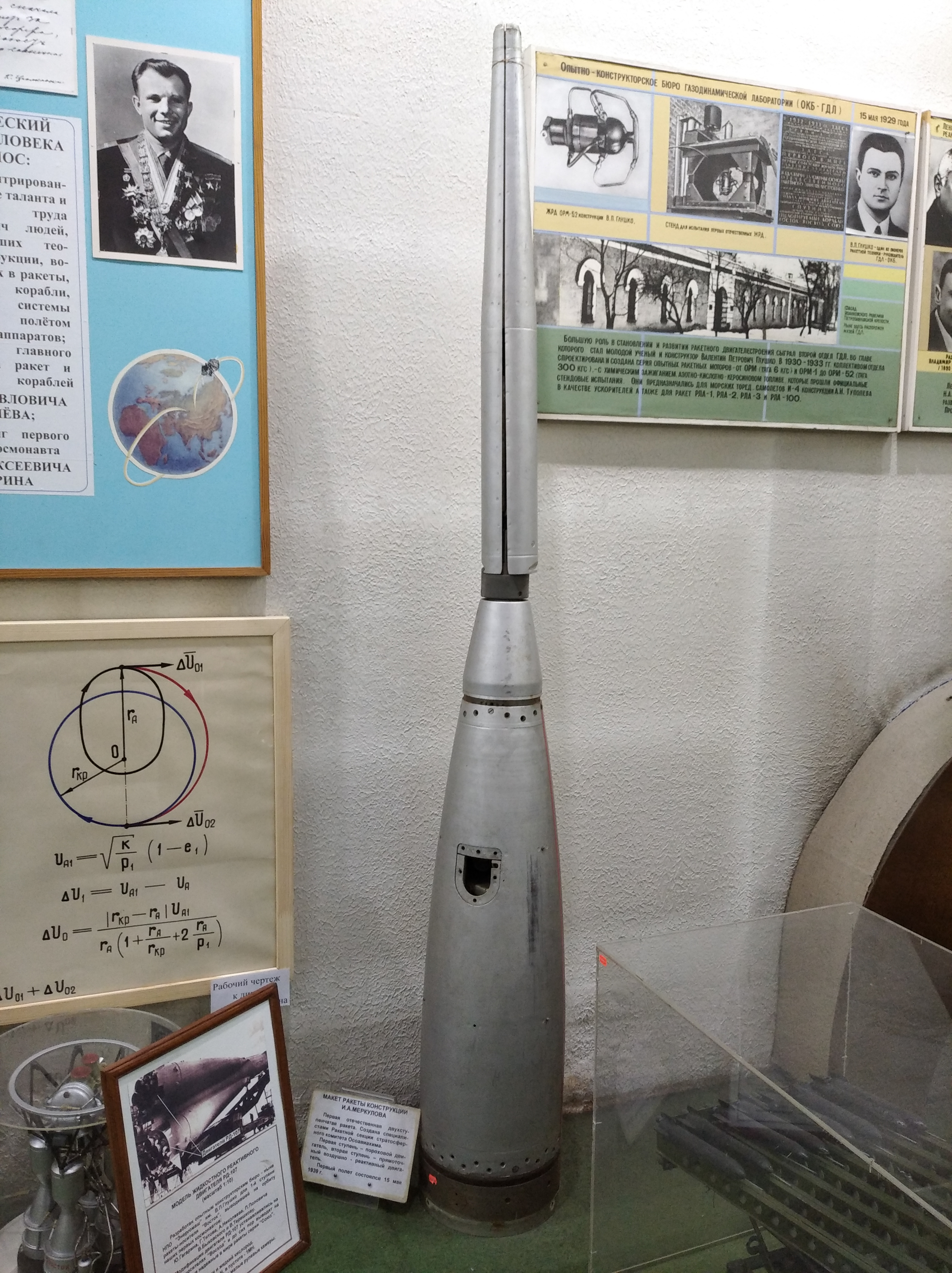
Стенд Глушко в музее

- В 2018 году — в год 110-летия со дня рождения учёного — Национальный банк Украины ввёл в оборот посвящённую В. П. Глушко памятную монету из нейзильбера номиналом 2 гривны, выпущенную в серии «Выдающиеся личности Украины»[103].
- Международная премия имени академика В. П. Глушко «За пропаганду науки в литературе».

## В кинематографе
- Одним из персонажей художественного фильма «Укрощение огня» (1972; СССР), снятом по мотивам биографии Сергея Королёва, является соратник первого Главного конструктора ОКБ-1, фигурирующий под именем Евгений Огнев. Принято считать, что прототипом этого персонажа является Валентин Глушко. Однако Огнев, сыгранный актёром Игорем Горбачёвым, внешне больше похож на Василия Мишина. Кроме того, по фильму у Башкирцева и Огнева дружеские отношения, в то время как у Королёва в последние годы жизни были натянутые отношения с Глушко; Д. Ф. Устинов свидетельствовал: «…при жизни Королёва мы помирить его с Глушко не смогли. Если бы они были такими друзьями, как Башкирцев с Огневым, многое у нас пошло бы по-другому»[104].
- В телесериале «Битва за космос» (2005; Россия, США, ФРГ, Великобритания), посвящённом соперничеству СССР и США в космической гонке, роль Валентина Глушко исполнил американский актёр российского происхождения Равиль Исьянов[105]. В телесериале утверждается, что после ареста Глушко (возможно, под пытками) донёс на Королёва, в результате чего последний был арестован, и этот факт послужил основой для негативного отношения Королёва к Глушко. Данная версия фактическим материалом не подтверждена[106][107][108]. В показаниях Глушко фамилия Королёва упоминалась, но только в качестве потерпевшего от «вредительской деятельности» самого Глушко[22].
- В телесериале «„Кедр“ пронзает небо» (2011; Россия), рассказывающем о борьбе за первенство в освоении космоса в период войны и в послевоенные годы, роль Глушко исполнил Юрий Гребельник.
- В кинофильме «Главный» роль Глушко исполнил актёр Борис Щербаков.

## Научные труды
В. П. Глушко является автором более 400 научных работ, статей и изобретений. Некоторые его работы:
- Лангемак Г. Э., Глушко В. П. Ракеты: их устройство и применение. — М.—Л.: ОНТИ, 1935. — 118 с.
- Глушко В. П. Жидкое топливо для реактивных двигателей. Ч. 1. — М.: ОНТИ, 1936.
- Глушко В. П. Основы устройства реактивных двигателей на жидком топливе. — М.: Изд-во МВТУ, 1948.
- Глушко В. П. Источники энергии и их использование в реактивных двигателях. — М.: Воениздат, 1955. — 452 с.
- Петрович Г. В. Ракетные двигатели ГДЛ — ОКБ. 1929—1969. — М.: Наука, 1969. — 35 с. (Г. В. Петрович — псевдоним В. П. Глушко[62])
- Глушко В. П. Путь в ракетной технике. Избранные труды, 1924—1946. — М.: Машиностроение, 1977. — 504 с.
- Глушко В. П. Развитие ракетостроения и космонавтики в СССР. — 3-е изд. — М.: Машиностроение, 1987. — 304 с.
- Избранные работы академика В. П. Глушко. Часть 3 / Составители: B. C. Судаков, В. Ф. Рахманин, Р. Н. Котельникова, А. С. Козлов, Л. Д. Пёрышкова, С. А. Колинова, Н. М. Евсюкова. — Химки: НПО «Энергомаш», 2008. — 139 с.

### Справочники под его редакцией
- Термодинамические и теплофизические свойства продуктов сгорания: Справочник : В 10-ти т. / В. Е. Алемасов, А. Ф. Дрегалин, А. П. Тишин, В. А. Худяков ; [Под ред. акад. В. П. Глушко (отв. ред.) и др.] ; АН СССР. ВИНИТИ. — Москва, 1971—1980. — 26 см.
  - Т. 1: Методы расчёта. — 1971. — 265 с. : черт.
  - Т. 2: Топлива на основе кислорода / В. Е. Алемасов, А. Ф. Дрегалин, А. П. Тишин [и др.]. — 1972. — 489 с. : граф.
  - Т. 3: Топлива на основе кислорода и воздуха. — 1973. — 624 с. : граф.
  - Т. 4: Топлива на основе четырёхокиси азота. — 1973. — 528 с. : граф.
  - Т. 5: Топлива на основе четырёхокиси азота, азотной и хлорной кислоты. — 1973. — 543 с. : граф.
  - Т. 6: Топлива на основе перекиси водорода. — 1973. — 748 с. : граф.
  - Т. 7: Топлива на основе фтора. — 1974. — 655 с. : граф.
  - Т. 8: Топлива на основе фторных окислителей. — 1971-. — 718 с. : ил.
  - Т. 9: Рабочее тело — водород : Гидрореагирующие топлива. — 1978. — 633 с. : ил.
  - Т. 10: Применяемые, исследуемые и возможные топлива. Ч. 1. Исходные данные. Двухкомпонентные топливные композиции. — 1980. — 379 с. : ил.
  - Т. 10: Применяемые, исследуемые и возможные топлива. Ч. 2. Многокомпонентные топливные композиции. — 1980. — 396 с. : ил.